# Thomas de Keyser

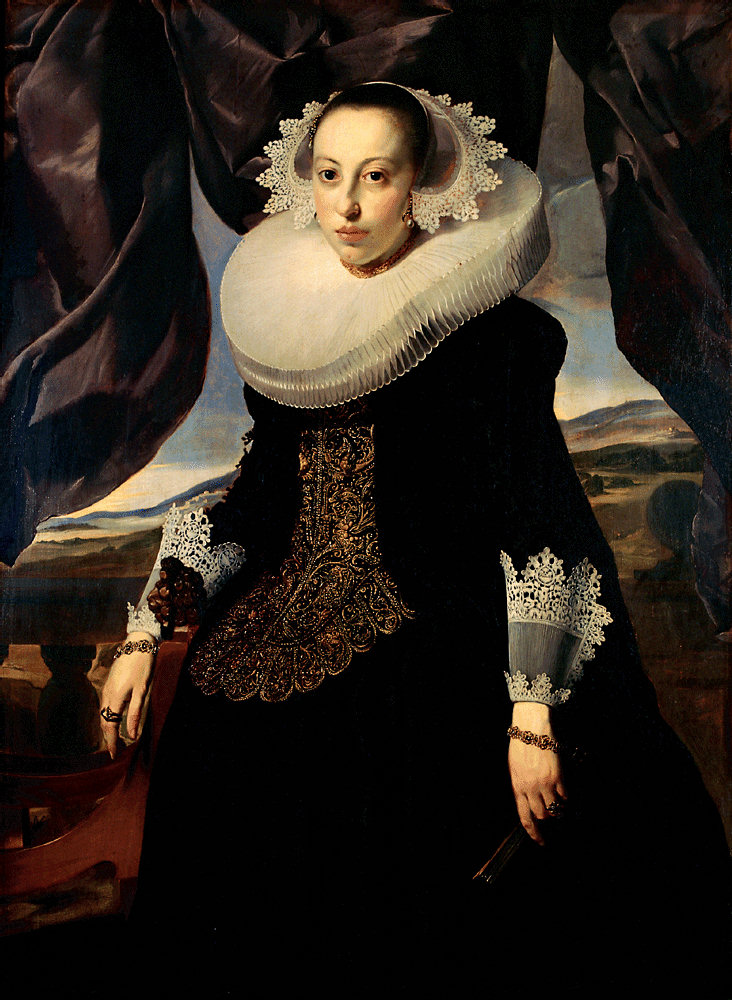
Portret kobiety

Thomas de Keyser, (ur. 1596 w Amsterdamie, zm. 1667 tamże) – holenderski malarz i architekt. Syn Hendricka Cornelisza.
Uczył się przede wszystkim od ojca, a także od A. Pietersza. Zaliczany jest do najwybitniejszych portrecistów holenderskich, specjalizował się zwłaszcza w portrecie zbiorowym. Obrazy Keysera wskazują na wysoki kunszt i umiejętności warsztatowe, a także niezwykłą wrażliwość w zakresie kolorystyki.

## Twórczość
- "Lekcja anatomii dra Sebastiana E. de Vrija" (1619),
- "Dama siedząca" (1626),
- "Portret Constantija Huygensa" (1627),
- "Stara dama" (1628),
- "Lekarz" (1636),
- "Burmistrzowie amsterdamscy" (1638),
- "Portret rodzinny" (1640),
- "Pieter Schout" (1660).